# Leucauge bontoc
Leucauge bontoc este o specie de păianjeni din genul Leucauge, familia Tetragnathidae, descrisă de Alberto Barrion și Litsinger, 1995.
Este endemică în Filipine. Conform Catalogue of Life specia Leucauge bontoc nu are subspecii cunoscute.